# Beba Veche

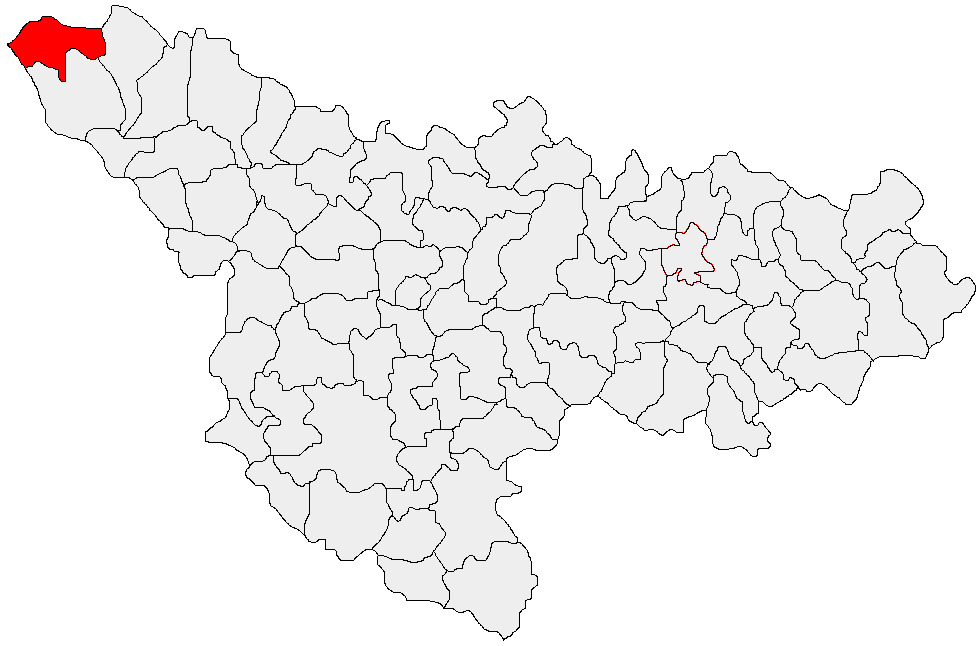
Lage der Gemeinde Beba Veche im Kreis Timiș

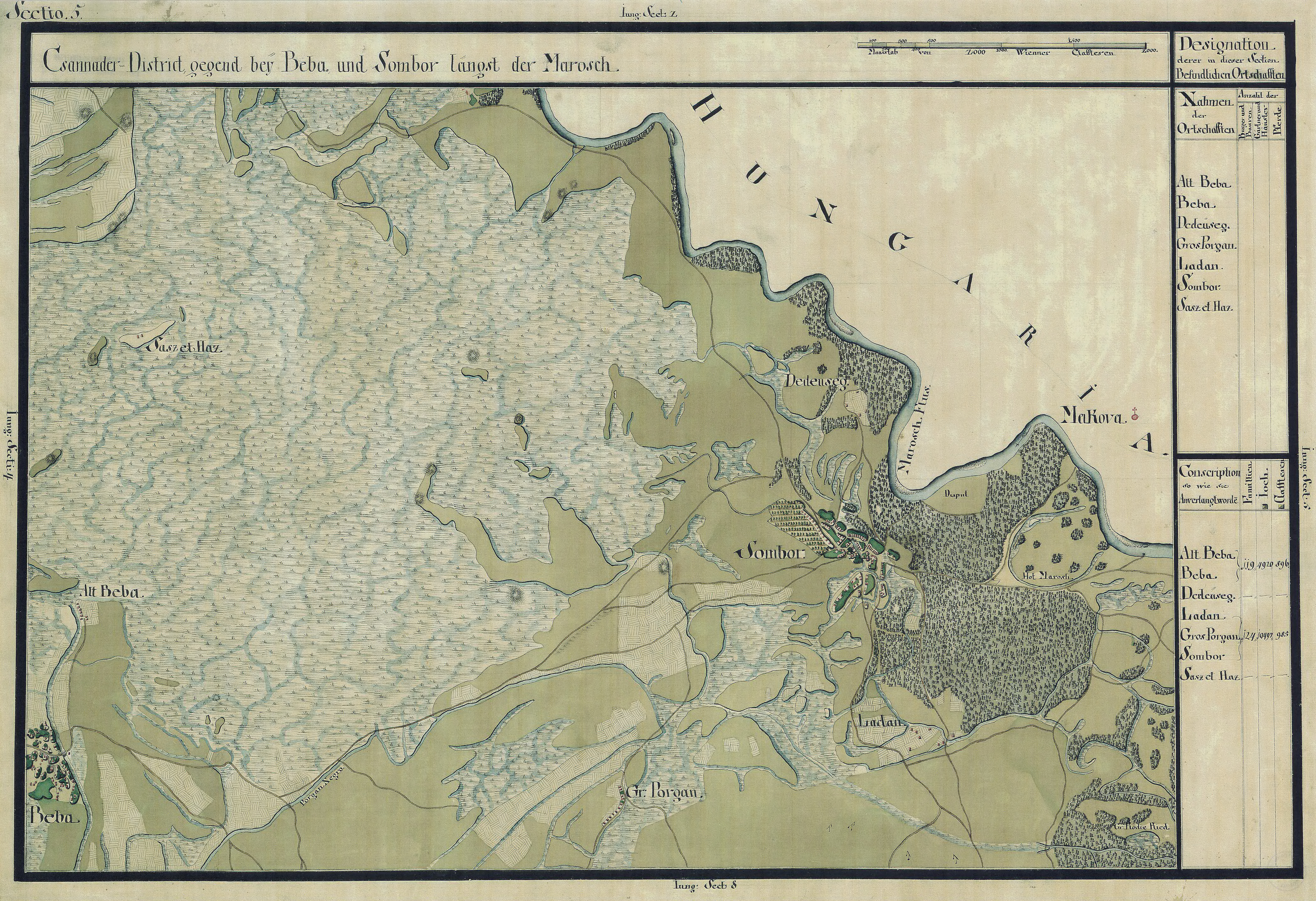
Beba Veche auf der Josephinischen Landaufnahme (1769–1772)

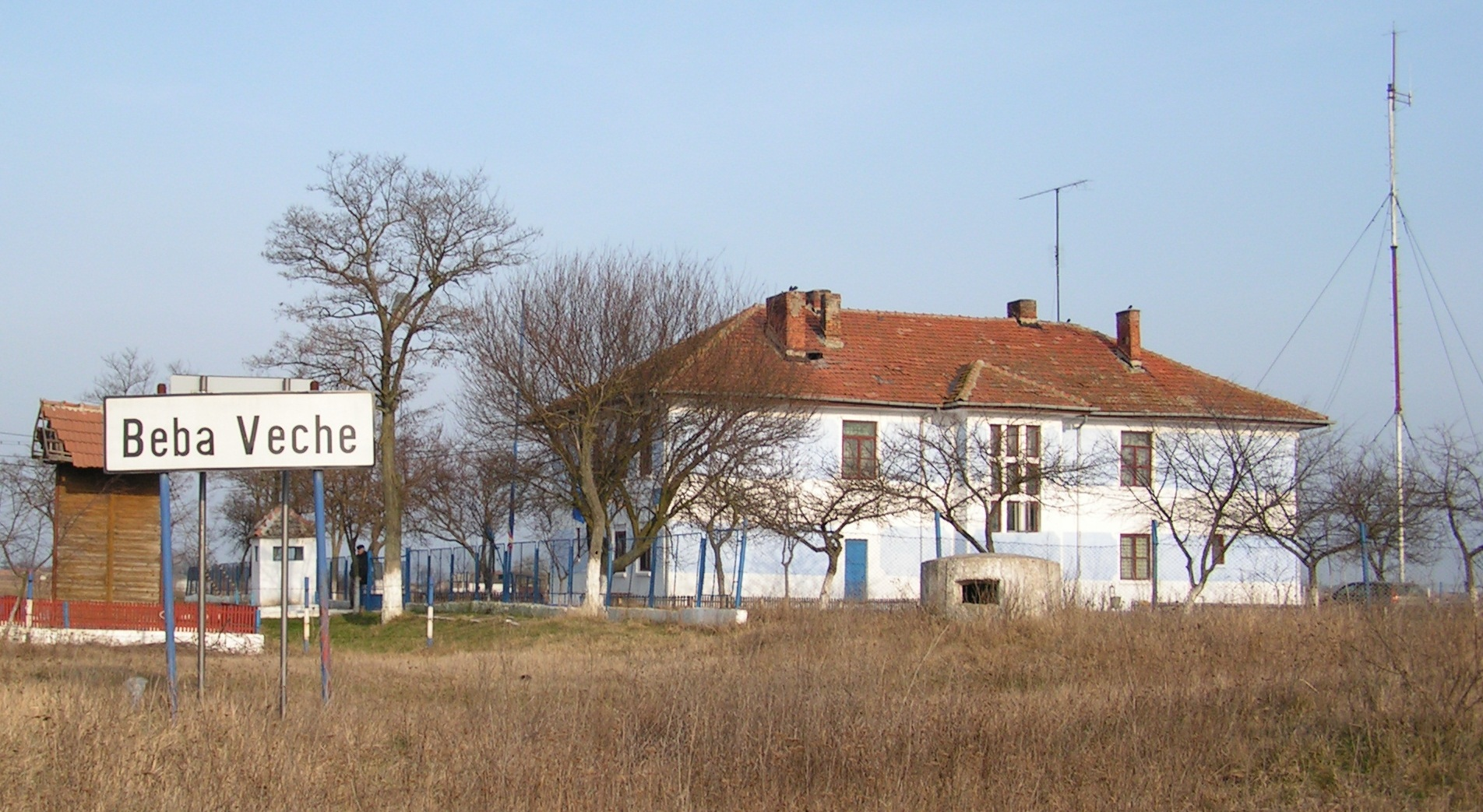
Ortsschild Beba Veche

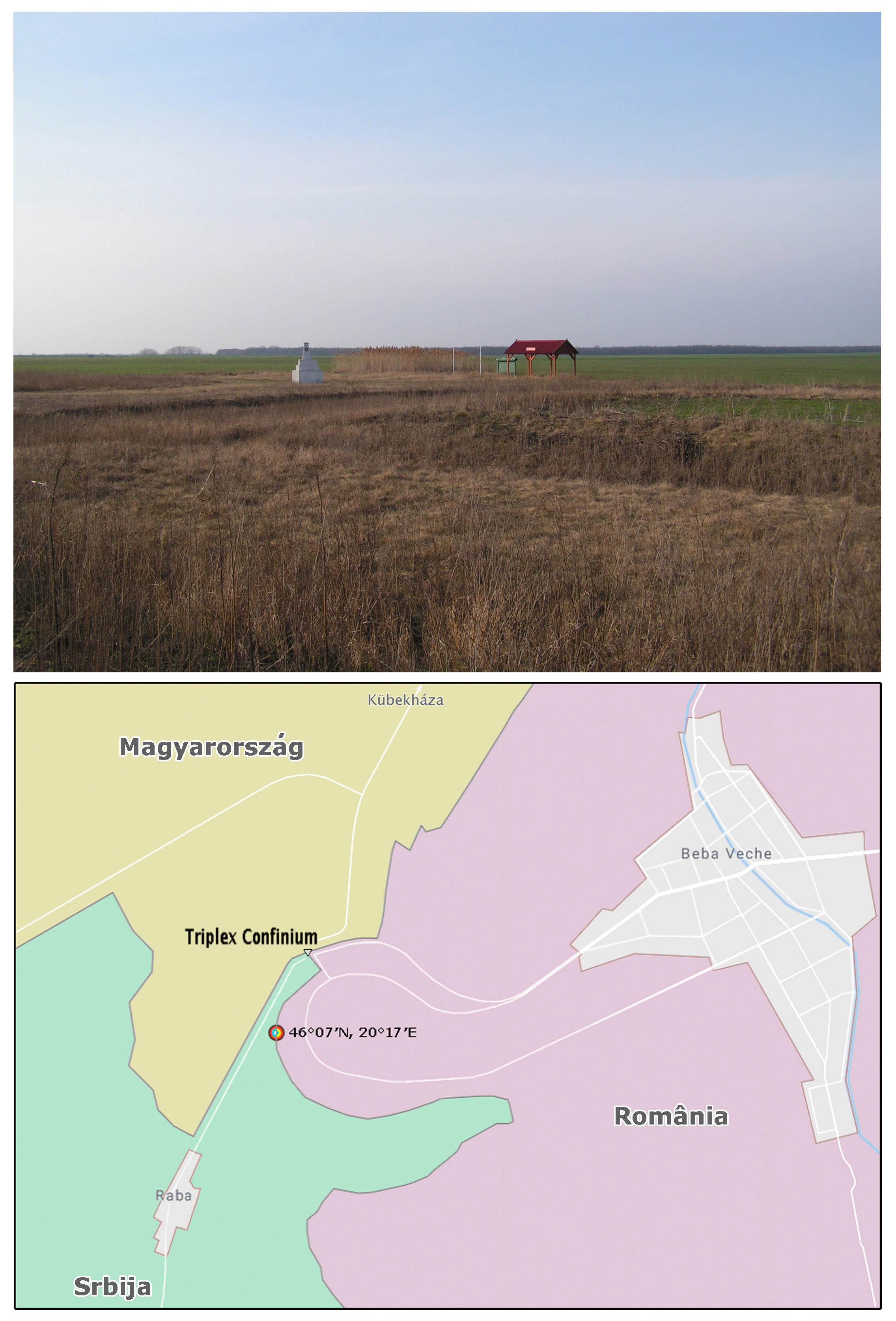
Triplex Confinium

Beba Veche (deutsch Altbeba, ungarisch Óbéba) ist eine Gemeinde im Kreis Timiș, in der Region Banat, im Südwesten Rumäniens. Zur Gemeinde Beba Veche gehören auch die Dörfer Cherestur und Pordeanu.

## Geografische Lage
Beba Veche liegt im Dreiländereck Rumänien–Serbien–Ungarn und ist der westlichste Punkt Rumäniens. Der nächste Ort in Ungarn Kübekháza ist 800 Meter entfernt; der nächste serbische Ort, Kanjiža, liegt in 7 Kilometer Entfernung. Unmittelbar neben Beba Veche befindet sich der Obelisk Triplex Confinium, der den Grenzpunkt des Dreiländerecks Rumänien–Serbien–Ungarn markiert.
Hier befindet sich auch das Vogelreservat Beba Veche, das vor allem der Großtrappe einen geeigneten Lebensraum bietet.

## Nachbarorte
| Tiszasziget         | Kübekháza                                   | Deszki Tanyák  |
| Đala                | Kompassrose, die auf Nachbargemeinden zeigt | Cenad          |
| Banatsko Aranđelovo | Valcani                                     | Dudeștii Vechi |

## Geschichte
In einer Urkunde vom 9. Februar 1247 wurde Beba zum ersten Mal in einem Dokument schriftlich erwähnt. Der Ort ist aber schon viel älter, was durch archäologische Ausgrabungen und Funde bewiesen wurde. 1902 fand man bei Grabungsarbeiten zehn Gräber aus der Bronzezeit, wobei Ringe und Halsbänder aus Muscheln ans Tageslicht kamen.
In den Jahren 1557–1558 bestand Beba aus 15 Häusern; 1583 wurden drei Hirten mit etwa 1500 Schafen erwähnt. Während der Türkenherrschaft war Beba Weideland. Aus dieser Zeit stammen jedoch zwei alte Steinbrücken in Altbeba, am Ortseingang und am Ortsausgang.
Nach dem Frieden von Passarowitz am 21. Juli 1718 wurde das Banat nach 164 Jahren Türkenherrschaft der Habsburgermonarchie angeschlossen und als kaiserliche Kron- und Kammerdomäne der Wiener Reichsregierung unterstellt. Es begann die habsburgische Kolonisierung des Banats durch die sogenannten Schwabenzüge. Auf der Mercy-Karte aus dem Jahre 1723 wurde die Landschaft zwischen Theiß und Mureș als Prädium ausgewiesen. Während der Theresianischen Ansiedlungszeit (1740–1780) ließen sich ungefähr 300 Familien aus verschiedenen Gebieten der Habsburgermonarchie in Altbeba nieder. Hinzu kamen in den Jahren der Verwaltung des Banats durch Graf Mercy im Rahmen der Binnenwanderung Deutsche aus den Ortschaften Albrechtsflor und Marienfeld. Mit diesen zogen auch die ersten Ungarn und Rumänen in Altbeba ein.
Infolge des österreichisch-ungarischen Ausgleichs im Februar 1867 kam das Banat innenpolitisch unter ungarische Verwaltung. Es setzte eine gewaltige Magyarisierungswelle ein, die zu Beginn des 20. Jahrhunderts ihren Höhepunkt erreichte. 1781 wurde das gesamte Gebiet vom Grafen Batthiany und seinen Brüdern für 227.888 Goldflorinen erworben. Im Laufe der Zeit siedelten immer mehr Rumänen und Ungarn nach Altbeba. Die Banater Schwaben waren im Ort immer in der Minderheit.
Als das Banat am 4. Juni 1920 infolge des Vertrags von Trianon dreigeteilt wurde, fiel Beba Veche zunächst an Serbien. Erst 1923 nach einer Grenzregulierung zwischen Serbien und Rumänien wurde der Ort an Rumänien angegliedert.
Infolge des Waffen-SS Abkommens vom 12. Mai 1943 zwischen der Antonescu-Regierung und Hitler-Deutschland wurden alle deutschstämmigen wehrpflichtigen Männer in die deutsche Armee eingezogen. 
Noch vor Kriegsende, im Januar 1945, fand die Deportation aller volksdeutschen Frauen zwischen 18 und 30 Jahren und Männer im Alter von 16 bis 45 Jahren zur Aufbauarbeit in die Sowjetunion statt.
Das Bodenreformgesetz vom 23. März 1945, das die Enteignung der deutschen Bauern in Rumänien vorsah, entzog der ländlichen Bevölkerung die Lebensgrundlage. Der enteignete Boden wurde an Kleinbauern, Landarbeiter und Kolonisten aus anderen Landesteilen verteilt. Anfang der 1950er Jahre wurde die Kollektivierung der Landwirtschaft eingeleitet. Durch das Nationalisierungsgesetz vom 11. Juni 1948, das die Verstaatlichung aller Industrie- und Handelsbetriebe, Banken und Versicherungen vorsah, fand die Enteignung aller Wirtschaftsbetriebe unabhängig von der ethnischen Zugehörigkeit statt.
Da die Bevölkerung entlang der rumänisch-jugoslawischen Grenze von der rumänischen Staatsführung nach dem Zerwürfnis Stalins mit Tito und dessen Ausschluss aus dem Kominform-Bündnis als Sicherheitsrisiko eingestuft wurde, erfolgte am 18. Juni 1951 die Deportation „von politisch unzuverlässlichen Elementen“ in die Bărăgan-Steppe unabhängig von der ethnischen Zugehörigkeit. Die rumänische Führung bezweckte zugleich den einsetzenden Widerstand gegen die bevorstehende Kollektivierung der Landwirtschaft zu brechen. Als die Bărăganverschleppten 1956 heimkehrten, erhielten sie die 1945 enteigneten Häuser und Höfe zurückerstattet. Der Feldbesitz wurde jedoch kollektiviert.

## Demografie
| 1880 | 4576 | 1838 | 2212 | 507 | ?  | 19  |
| 1910 | 4182 | 1854 | 1819 | 417 | ?  | 92  |
| 1941 | 3655 | 1452 | 1721 | 351 | ?  | 131 |
| 1977 | 2142 | 988  | 985  | 90  | 41 | 38  |
| 1992 | 1625 | 898  | 640  | 19  | 47 | 21  |
| 2002 | 1603 | 976  | 573  | 19  | 30 | 4   |
| 2011 | 1539 | 951  | 498  | 20  | 18 | 52  |
| 2021 | 1328 | 952  | 302  | 9   | -  | 65  |